# Cryptantha angustifolia
Cryptantha angustifolia är en strävbladig växtart som först beskrevs av John Torrey, och fick sitt nu gällande namn av Edward Lee Greene. Cryptantha angustifolia ingår i släktet Cryptantha, och familjen strävbladiga växter. Inga underarter finns listade i Catalogue of Life.